# الأردن في الألعاب الأولمبية الصيفية 1996
شارك الاردن في دورة الألعاب الأولمبية الصيفية عام 1996 في أتلانتا، الولايات المتحدة في عدة رياضات.

## ألعاب القوى
دفع الجلة للسيدات
- ندى قعوار: التأهل — 15.28م (→ لم يتأهل، المركز 24)[3]

## السباحة
سباحة حرة 400 متر رجال
- عمر دلل: التأهل — 4:41.12 (→ لم يتأهل، المركز 34)[4]

سباق 200 متر فردي متنوع للسيدات
- ميرا غنيم: التأهل — 2:56.99 (→ لم يتأهل، المركز 43)[5]

## الرماية
الرجال
| الرياضي     | الحدث | المؤهل | المؤهل | نصف النهائي | نصف النهائي | أخير     | أخير     |
| الرياضي     | الحدث | نتيجة  | رتبة   | نتيجة       | رتبة        | نتيجة    | رتبة     |
| ----------- | ----- | ------ | ------ | ----------- | ----------- | -------- | -------- |
| محمد القاسم | سكيت  | 112    | 49     | لم يتقدم    | لم يتقدم    | لم يتقدم | لم يتقدم |